# Раковський Михайло Павлович
Раковський Михайло Павлович (1924—2000) — радянський і український художник кіно.

## Біографічні відомості
Народ. 14 січня 1924 р. в с. Засулля Сумської обл. в родині службовця. Закінчив Львівський інститут прикладного мистецтва (1955). 
З 1960 р. — художник-постановник Київської кіностудії ім. О. П. Довженка. 
Був членом Національної Спілки кінематографістів України.
Помер 10 листопада 2000 р. 

## Фільмографія
Оформив стрічки:
- «Веселка» (1959, у співавт. з О. Кудрею)
- «Золоті руки» (1960, у співавт.)
- «Українська рапсодія» (1961)
- «Квітка на камені» (1962)
- «Радість моя» (1962)
- «Тіні забутих предків» (1964)
- «Хто повернеться — долюбить» (1966)
- «Білі хмари» (1968)
- «Вулиця тринадцяти тополь» (1969)
- «Захар Беркут» (1971, у співавт.)
- «Пропала грамота» (1972, у співавт.)
- «Вогонь» (1973)
- «Біле коло» (1974)
- «Дивитися в очі...» (1975)
- «Така вона, гра» (1976)
- «Рідні» (1977, т/ф, 2 с)
- «Любаша» (1978)
- «Гонки по вертикалі» (1982, т/ф, 3 с)
- «Легенда про безсмертя» (1985, у співавт.)
- «Платон мені друг» (1986)
- «Таємниці святого Юра»
- «Нові пригоди янкі при дворі короля Артура» (1988)
- «Відвідування» (1989) та ін.